# Swinton (Wielki Manchester)
Swinton – miasto w Anglii, w hrabstwie ceremonialnym Wielki Manchester, w dystrykcie metropolitalnym Salford. Leży 9 km na północny zachód od centrum miasta Manchester.